# Basilika Unserer Lieben Frau von Guadalupe (Santa Fe)

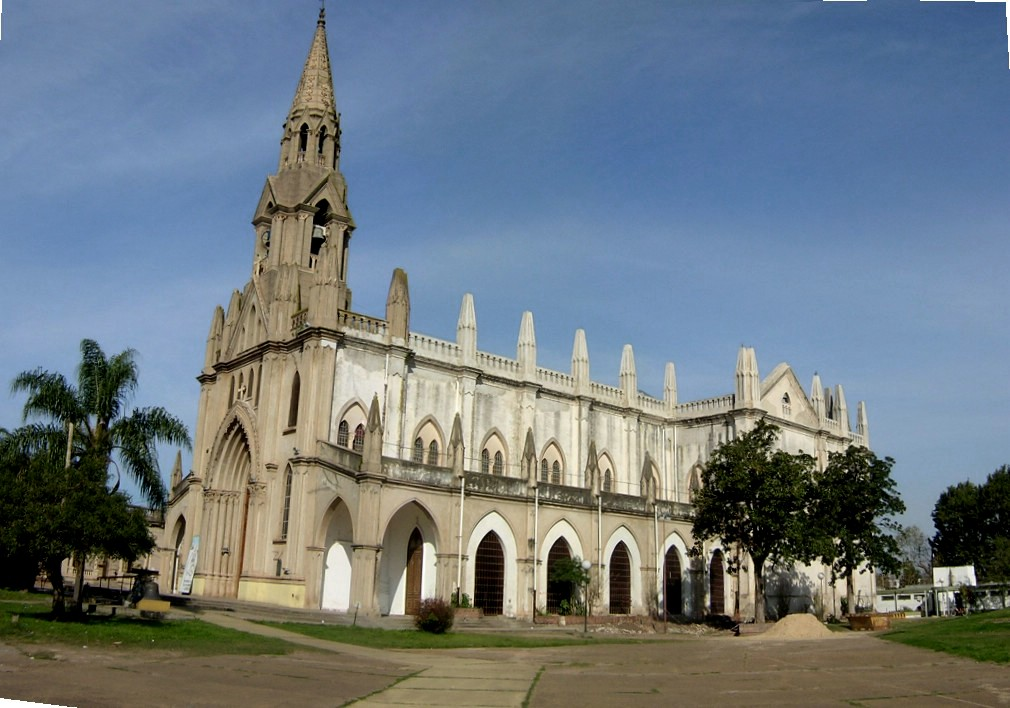
Basilika Unsere Liebe Frau von Guadalupe an der Plaza Rosedal

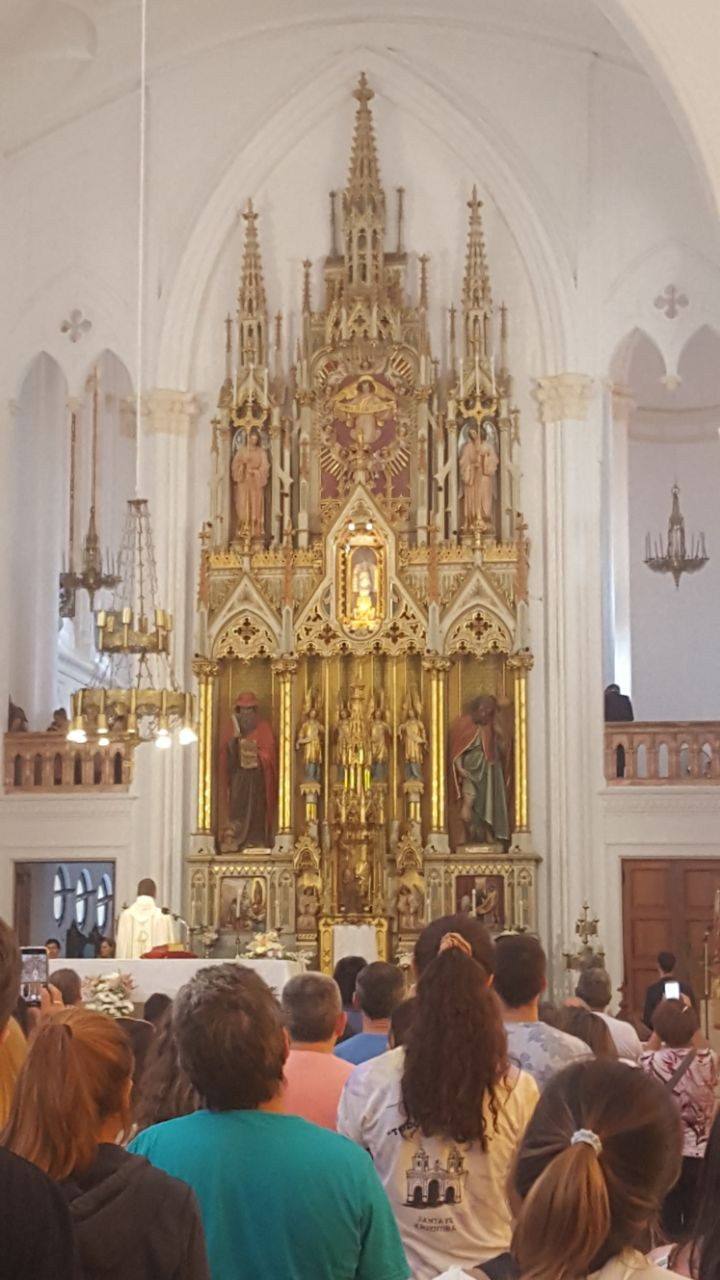
Hochaltar

Die Basilika Unserer Lieben Frau von Guadalupe (spanisch Basílica Nuestra Señora de Guadalupe oder Basílica de Guadalupe) ist eine Kirche in Santa Fe, Hauptstadt der gleichnamigen argentinischen Provinz. Die Pfarr- und Wallfahrtskirche des Erzbistum Santa Fe de la Vera Cruz hat den Rang einer Basilica minor. Vor ihr öffnet sich die Plaza Rosedal, auf der die großen Messen zur Wallfahrt 15 Tage nach Ostern stattfinden.

## Geschichte
1747 fand ein mercedarianischer Priester, Pater Miguel Sánchez, in der Bibliothek des Mercedarianerklosters ein Bild, das die Marienerscheinung Unserer Lieben Frau von Guadalupe mit dem Heiligen Juan Diego in Mexiko darstellte. Dieses Bild wurde dann im Oratorium der Familie Setúbal fünf Kilometer außerhalb von Santa Fe aufgehängt. 1780 wurde von der Familie Setubal eine größere Kapelle als Ersatz für das vom Verfall bedrohte nahe Oratorium errichtet und mit einem vom Neffen Francisco Javier de la Rosa geschnitzten Altarbild geschmückt, um das zahlreiche Ölmedaillons zur Marienerscheinung angebracht wurden.
Im Jahr 1899 proklamierte Papst Leo XIII. die Jungfrau von Guadalupe als Schutzpatronin und Oberhaupt des Bistums Santa Fe. Am 14. Oktober 1900 fand die erste offizielle Prozession auf Initiative von Juan Águstin Boneo, dem ersten Bischof der Diözese, statt.
Im Jahr 1904 segnete Boneo den Grundstein der neuen Kirche. Unter der Leitung des Architekten Juan Bautista Arnaldi wurde eine neugotische Kirche in der Bauforml einer Basilika errichtet. Sie wurde am 8. Mai 1910 geweiht.
Am 22. April 1928 wurde das Marienbildnis nach Genehmigung von Papst Pius XI. durch den Apostolische Nuntius Filippo Cortesi im Rahmen eines Pontifikalamtes kanonisch gekrönt; zahlreiche Bischöfe nahmen daran teil.
Die Kirche wurde 1953 durch Papst Pius XII. in den Rang einer Basilica minor erhoben.

## Innenraum
Bedeutsam ist das Retabel des Hochaltars. Es wurde in Österreich gebaut und um 1918 von Bischof Boneo dem Heiligtum geschenkt. Es enthält die Bilder von Hieronymus und Rochus von Montpellier, den Stadtpatronen der Stadt Santa Fe. Hinter dem oberen Teil des Altaraufsatzes befindet sich der 1908 erbaute und 1932 umgestaltete Camarín, der ein Bild der Jungfrau Maria trägt, das Ende des 19. Jahrhunderts das alte Bild von Pater Sánchez ersetzte. Ursprünglich aus Spanien, kam es aus Cuyo nach Santa Fe und ist aus Holz gefertigt. Es enthält einen Mechanismus, mit dem es sich umdrehen und im Altarbild von den Kirchenbesuchern gesehen wird. Dies geschieht in der Regel bei den Patronatsfeierlichkeiten des Schutzheiligen. Das Originalbild befindet sich in der Wandnische rechts vom Altar in der Garderobe.
Der Altarraum wurde 1968 neu gestaltet und besteht aus weißem Granit, der am Río Tercero gewonnen wird. Im rechten Seitenschiff befinden sich Gedenktafeln aus dem 18., 19. und 20. Jahrhundert sowie ein Faksimile von Fliesen mit einer Inschrift von Francisco Javier de la Rosa. Auf der Treppe, die zur Sakristei hinaufführt, ist die Wand mit einer mexikanischen Fahne geschmückt, die ein Geschenk der mexikanischen Katholiken im Jahr der Krönung der Jungfrau Maria ist.